# Mosslöjskivling
Mosslöjskivling (Hypholoma polytrichi) är en svampart som först beskrevs av Elias Fries, och fick sitt nu gällande namn av Ricken 1912. Mosslöjskivling ingår i släktet Hypholoma och familjen Strophariaceae.  Arten är reproducerande i Sverige. Inga underarter finns listade i Catalogue of Life.

## Källor

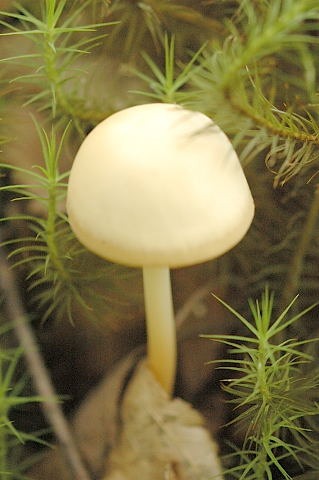
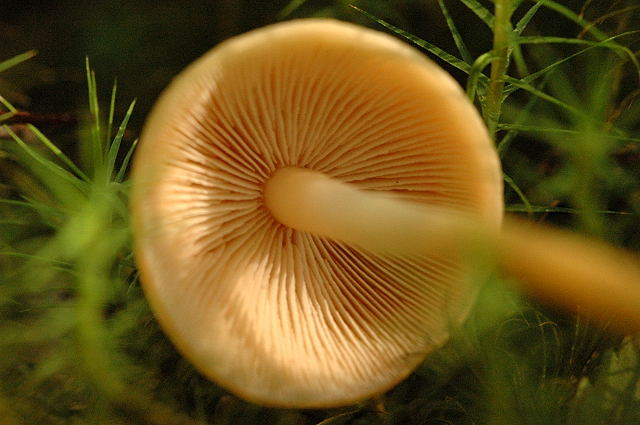